# Madeleinekaka

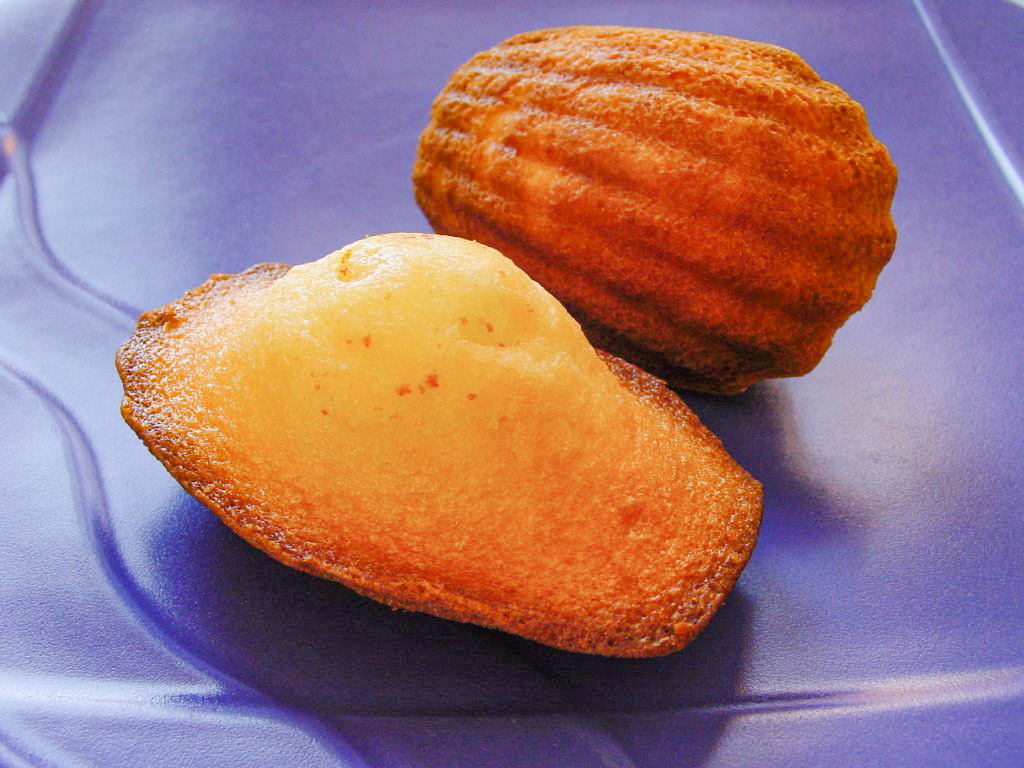
Madeleinekaka

Madeleinekaka är en mjuk söt kaka, huvudsakligen bestående av ägg, socker och citron. Kakan gräddas i särskilda musselskalsformade "madeleineformar" och används ofta som tillbehör till desserter, till exempel glass.

## Innehåll
Madeleinekakan har en sockerkaksliknande konsistens. Den görs på smör, strösocker, ägg, vetemjöl och rivet skal av citron. Beroende på recept har man ibland även i ingredienser som bakpulver, citronsaft, malda nötter eller mandel, honung och vaniljsocker. Efter att de gräddats i ugn och svalnat pudras de med florsocker.

## Historia
Termen madeleinekaka började användas i Frankrike under 1700-talet. 1758 sägs lord Thomas Southwell, 1:e viscount Southwell, en irländsk politiker i Frankrike, ha tillrett "kakor à la Madeleine och andra mindre desserter".
| ”                                                                                             | För ett pund mjöl behöver du ett pund smör, åtta äggvitor och äggulor, tre fjärdedelar av ett pund fint socker, ett halvt glas vatten, en liten riven lime eller konserverat citronskal rivet mycket fint, kanderad apelsinblomma; knåda allt tillsammans, och gör små kakor, att serveras pudrade med florsocker. | „ |
| – Menon (1755) Les soupers de la Cour ou L'art de travailler toutes sortes d'aliments, s.282. | |   |

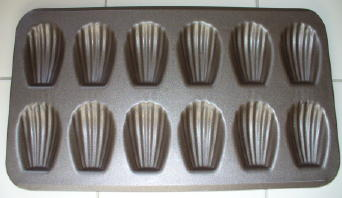
Musselskalsformade madeleineformar.

Uppkomsten av madeleinekaka sammanfaller med den ökade populariteten att använda metallformar inom europeisk bakning under 1700-talet, men det kommersiella genombrottet för kakan skedde först i början av 1800-talet. Kakan omnämns i en mängd kokböcker och liknande under Napoleontiden, där man särskilt kan nämna receptsamlingarna av Antonin Carême och av den kända gastronomen Grimod de la Reynière.

## IPå spaning efter den tid som flytt
Madeleinekakan har nått litterär berömmelse genom Marcel Prousts På spaning efter den tid som flytt där doften och smaken av en sådan kaka, doppad i lindblomste, återuppväcker huvudpersonens barndomsminnen i en central scen. Härigenom har madeleinekakan blivit en generell metafor för något som väcker minnen, ofta från barndomen. 
I Prousts text handlar det om ett så kallat ofrivilligt minne. När han höjer skeden med te och kaksmulor till läpparna har han ingen aning om vad som skall hända och blir alltså själv överraskad av hur dåtiden väller upp inom honom. Idag används metaforen ibland även om ett objekt som man fullt medvetet kan använda för att nå minnen av det förflutna. 
Hela scenen utspelar sig på sidorna 53–57 i “Swanns värld”, alltså i del 1. Den svenska översättningen är gjord senast av Gunnel Vallquist, (se källor).